# Mpho Tutu

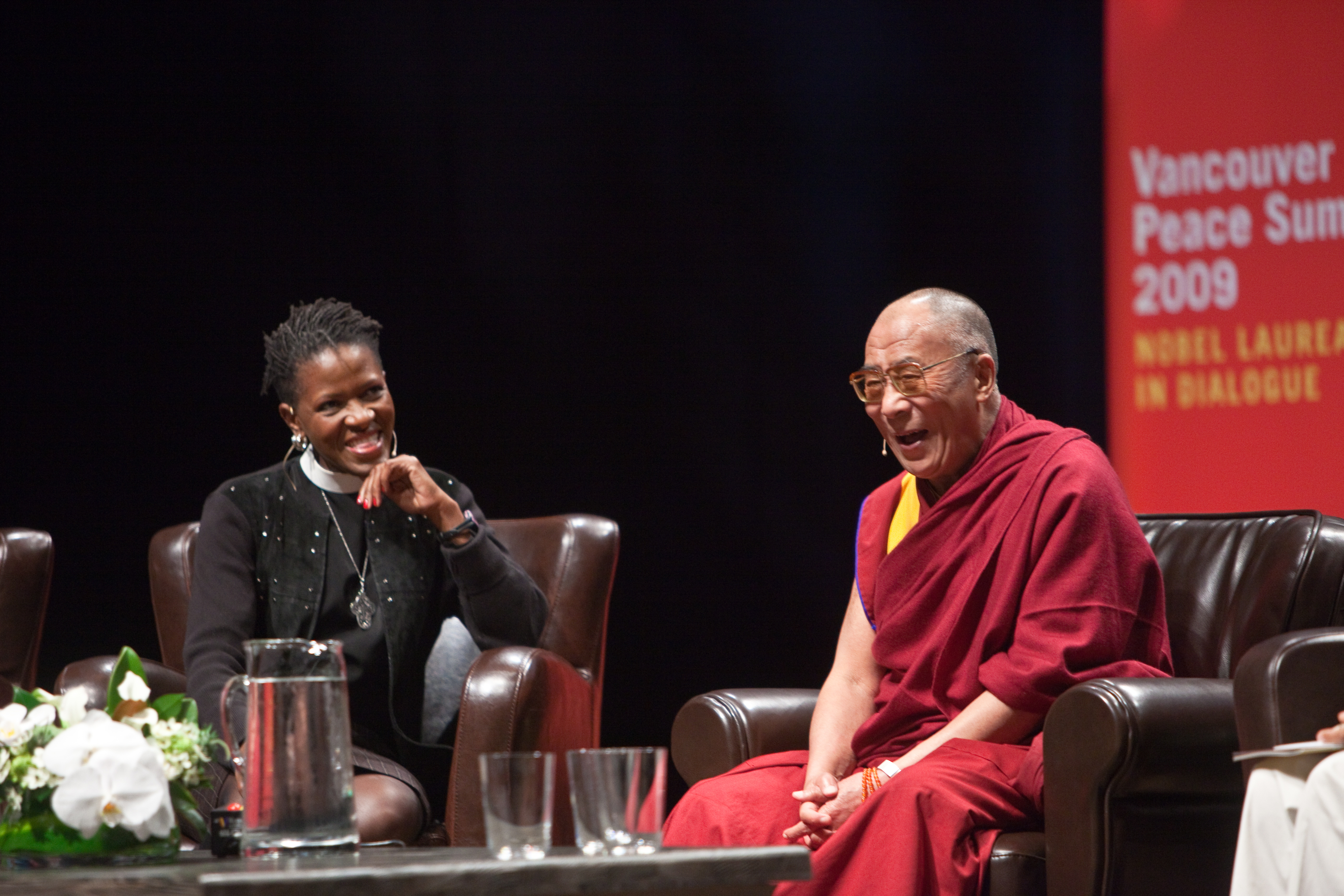
Mpho Andrea Tutu och den 14-de Dalai Lama

Mpho Andrea Tutu, född 1963, är en sydafrikansk präst och författare.
Mpho Tutu är präst i episkopalkyrkan, utbildad i USA, och hon är en hängiven människorättsaktivist med verksamhet både i Sydafrika och USA. Hon arbetar med utsatta barn i Worcester i USA, rehabilitering av våldtäktsoffer i Grahamstown i Sydafrika och med flyktingar i New York. Hon är också direktör i The Tutu Institute for Prayer & Pilgrimage.
Mpho Tutu har tillsammans med sin far Desmond Tutu skrivit boken Made for Goodness utifrån den fasta övertygelsen att alla människor är av naturen goda och det är genom att sprida budskap om fred och god vilja som vi kan få till stånd förändringar. En svensk översättning med titeln Om godhet utkom 2010 och våren 2014 kom deras nästa gemensamma bok, Förlåtelse: De fyra stegen till helande för oss och vår värld (The Book of Forgiving: The Four-Fold Path of Healing for Ourselves and Our World), ut på svenska och engelska.